# (89959) 2002 NT7
(89959) 2002 NT7 est un objet géocroiseur, plus précisément un astéroïde Apollon. C'est un objet potentiellement dangereux, d'un diamètre d'environ 1,9 km.

## Découverte
(89959) 2002 NT7 a été découvert le 9 juillet 2002 par Matthew S. Blythe et al. du programme LINEAR à l'observatoire du laboratoire Lincoln de Socorro au Nouveau-Mexique,.

## Approche de la Terre
Il devint le premier objet, parmi ceux observés par le programme NEO (Near Earth Objects) de la NASA, à se voir assigner une note positive sur l'échelle de Palerme, du fait d'un impact potentiel avec la Terre au 1er février 2019. Malgré des rapports de presse alarmants, l'objet avait une faible probabilité d'impact, estimée au moment de sa découverte à environ une sur un million.
Des observations ultérieures ont rapidement abaissé l'estimation de la menace. Dès le 25 juillet 2002, la mesure du risque sur l'échelle de Palerme avait été réduite à -0,25. Toutefois, la découverte d'un objet avec une note de risque initiale de 0,06 constitue un évènement historique pour le programme d'observation NEO.
2002 NT7 fut supprimé du catalogue Sentry le 1er août 2002.
Comme cela avait été établi, l'astéroïde passe en définitive le 13 janvier 2019 à 0,407 811 UA (61 007 709 978 m) de la Terre, soit une distance respectable qui est à peine plus proche qu'en 2003, 2012 et 2018, années des précédents passages. Les passages suivants sont prévus — un peu plus éloignés — le 24 février 2028, ensuite en 2034 et 2035.
Sa distance minimale d'intersection de l'orbite terrestre est de 0,000 726 5 UA soit 108 000 km.

## Compléments